# 酒井大
酒井 大（さかい だい、1990年4月5日 - ）は日本で活動するバレエダンサーおよびバレエ指導者およびミュージカル俳優である。東京都出身。元谷桃子バレエ団所属。

## 来歴
11歳より大塚礼子バレエスタジオに入りバレエを始め、以降数々の賞を受賞する。2010年からは谷桃子バレエ団に移籍しソリストとして活動した。2017年に退団し、以降はフリーとしてバレエ以外のジャンルでも活動を始める。2019年1月20日に開幕したパリのアメリカ人東京公演のにおいて劇団四季へ客演出演を果たし、ミュージカル俳優としての初舞台出演を果たした。ダンサーや俳優と並行し、バレエ指導者としても活動している。

## 人物
母はバレエ指導者の酒井敦子で、母のスタジオで自身もバレエ指導を行っている。
二度の離婚歴があり、二度目の元妻はモデルの並川花連。
一度目の結婚で一児をもうけるが、酒井側は養育費を支払っていない。二度目の妻、並川との間に男児が1人いる。
離婚の原因は酒井の不倫。不倫相手はバレエダンサー。
趣味はプロ野球観戦で、横浜DeNAベイスターズのファンであり、シーズン中は横浜スタジアムで頻繁に現地観戦している。

## 主な出演作品

### バレエ
- ラ・バヤデール（黄金の仏像）
- 白鳥の湖（王子）
- ライモンダ（ジャン・ド・ブリエンヌ）」

### 舞台
- 三銃士（2024年9月8日 - 28日〈予定〉、日生劇場 / 10月4日 - 6日〈予定〉、広島文化学園HBGホール / 10月18日 - 27日〈予定〉、SkyシアターMBS）[1]

### その他
- 劇団四季パリのアメリカ人（ジェリー・マリガン）